# .mw
.mw es el dominio de nivel superior geográfico (ccTLD) para Malaui.